# Béhémot, le monstre des mers
Pour plus de détails, voir Fiche technique et Distribution.
Béhémot, le monstre des mers (Behemoth the Sea Monster) est un film américano-britannique réalisé par Eugène Lourié et Douglas Hickox, sorti en 1959. Le film est une forme de réponse américaine au succès de Godzilla réalisé par Ishirō Honda en 1954. Il est intéressant de noter que l'une des sources d'inspiration de Godzilla était un autre film de Lourié, Le Monstre des temps Perdus, sorti en 1953 aux États-Unis.

## Synopsis
En Angleterre, un monstre préhistorique nommé Béhémot projette des ondes radioactives. L'armée ne peut riposter car le monstre étendrait alors une grosse quantité dangereuse de radioactivité et risquerait de contaminer le pays entier.

## Fiche technique
- Titre français : Béhémot, le monstre des mers[1]
- Titre original : Behemoth the Sea Monster ou The Giant Behemoth
- Réalisation : Eugène Lourié et Douglas Hickox[2]
- Dates de sortie :
  - États-Unis : 3 mars 1959
  - France : 30 décembre 2023 (Filmo)[1]

## Distribution
- Gene Evans : Steve Karnes
- André Morell : Prof. James Bickford
- John Turner : John
- Leigh Madison : Jean Madison
- Jack MacGowran : Dr Sampson
- Henri Vidon : Tommy Trevethan
- Derren Nesbitt (non crédité) : l'officier-radio